# Renato Moro
Renato Moro (Roma, 24 de diciembre de 1951) es un historiador italiano dedicado al estudio de las relaciones entre religión y política en el siglo XX.

## Biografía
Sobrino del dirigente democratacristiano Aldo Moro, estudió historia en la Universidad de Roma La Sapienza bajo la tutela de Renzo De Felice. Desde 1995 es profesor titular de Historia Contemporánea. Ha enseñado en la Licenciatura de Ciencias Políticas de la Universidad de Camerino, siendo entre 1993 y 1995 director de su Instituto de Estudios Histórico-Jurídicos, Filosóficos y Políticos.
Desde 1995 enseña en la Facultad de Ciencias Políticas de la Universidad de Roma III. De 1998 a 2001 fue director del Departamento de Instituciones Políticas y Ciencias Sociales de esta universidad, pasando luego a ser presidente de la Facultad de Ciencias Políticas. De 2004 a 2008 fue vicerrector de Roma III. En la actualidad, ocupa las cátedras de Historia Contemporánea e Historia de la Paz y es director de la Escuela de Doctorado en Ciencias Políticas.
Su línea de investigación está orientada a la historia de la cultura política católica; la relación de los católicos con el fascismo; el antisemitismo y la trayectoria de los movimientos pacifistas.
Junto con Giuseppe Conti, Luigi Goglia y Mario Toscano, dirige la revista «Mondo contemporaneo». Fue nombrado por el Senado de Italia miembro del grupo encargado de editar los diarios del ex primer ministro Amintore Fanfani. Igualmente preside la edición de las obras completas de Aldo Moro establecida por el ministerio italiano de la cultura. 
Es miembro del Consejo Asesor del Centro de Historia de la Paz del Departamento de Historia de la Universidad de Sheffield. Desde 2018 es presidente de CIVITAS, fundación dedicada a la investigación sobre los archivos e historia de la Democracia cristiana.
Su libro La iglesia y el exterminio de los judíos. Catolicismo, antisemitismo, nazismo, fue traducido al español y publicado por la editorial Desclée De Brouwer en 2004.

## Obra (en italiano)
- La formazione della classe dirigente cattolica (1929-1937) (1979)
- Giuseppe Bottai - don Giuseppe De Luca, Carteggio 1940-1957, curador junto a Renzo De Felice (1989)
- La Chiesa e lo sterminio degli Ebrei (2002)
- Cattolicesimo e totalitarismo. Chiese e culture religiose tra due guerre mondiali (Italia, Spagna, Francia) , curador junto a Daniele Menozzi (2004)
- Fascismo e Franchismo. Relazioni, immagini, rappresentazioni, con Giuliana Di Febo (2005)
- Guerra e pace nell'Italia del Novecento. Politica estera, cultura politica e correnti dell'opinione pubblica, con Luigi Goglia y Leopoldo Nuti (2006)
- Storia della pace. Idee, movimenti, battaglie, istituzioni (2007)
- Aldo Moro negli anni della FUCI (2008)
- L'immagine del nemico. Storia, ideologia e rappresentazione tra età moderna e contemporanea, con Francesca Cantù y Giuliana Di Febo (2009)
- Storia di una maestra del Sud che fu la madre di Aldo Moro (2022)